# 偃月刀

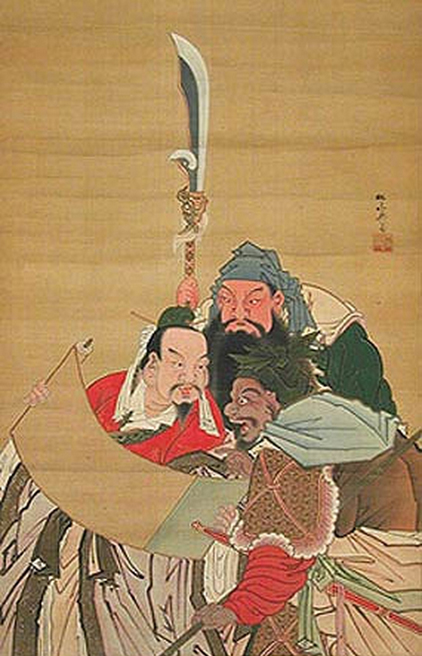
《三國演義》的浮世繪中，關羽(居中者)手持偃月刀。

偃月刀屬於長柄刀一種，出現於宋代。刀身或柄頭都有許多精細的雕刻。正因其重量較重，所以斬、劈的威力非同小可。但也因此不適用於戰場殺敵，而成為訓練、儀仗或宮殿侍衛的武器。
小說《三國演義》中的关羽所用的青龙偃月刀是偃月刀之中最著名的一种。

## 種類
- 青龍偃月刀

### 演變
- 挑刀
- 寬刃刀
- 片刀
- 虎牙刀